# Rosala Vikingacentrum

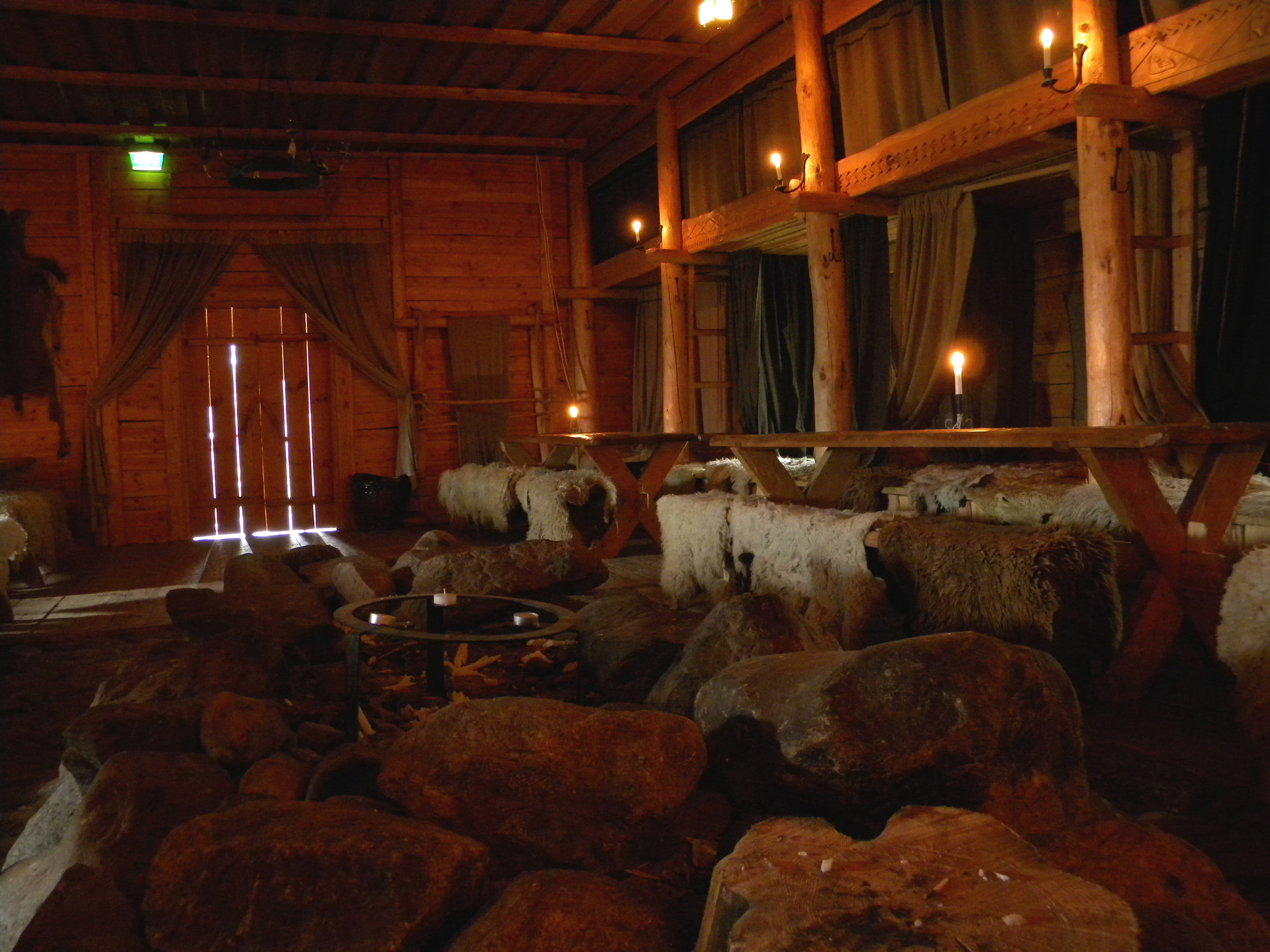
Rosala Vikingacentrum

Rosala Vikingacentrum is een museum in het Finse Kimitoön. Het museum belicht de tijd van de Vikingen. Het museum bestaat uit een gereconstrueerd vikingdorp met smidse en twee replica's van vikingschepen (Alvilda en Hogland). Er worden archeologische vondsten tentoongesteld van de opgravingen uit de baai Kyrksund.